# Usselby
Usselby är en by i civil parish Osgodby, i distriktet West Lindsey, i grevskapet Lincolnshire, i England. Byn är belägen 5 km från Market Rasen. Usselby var en civil parish fram till 1936 när blev den en del av Osgodby. Civil parish hade 54 invånare år 1931.